# Academia Sajona de Ciencias de Leipzig
La Academia Sajona de Ciencias de Leipzig (en alemán: Sächsische Akademie der Wissenschaften zu Leipzig) es una academia de humanidades, ciencias naturales y ciencias técnicas. Fue fundada el 1 de julio de 1846 con el nombre de la Real Sociedad de Ciencias de Sajonia (en alemán: Königlich Sächsische Gesellschaft der Wissenschaften). Es una academia joven en comparación con la Royal Society, la Academia Francesa o la Academia Alemana de Ciencias Leopoldina, pero sigue la misma tradición inaugurada por Gottfried Wilhelm Leibniz de reunir a científicos de diversas disciplinas para el intercambio de puntos de vista, para discutir métodos y resultados de las investigaciones y para combinar la teoría con la práctica.
Forma parte de la Unión de Academias de Ciencias y Humanidades de Alemania.